# 別保駅
別保駅（べっぽえき）は、北海道釧路郡釧路町別保4丁目に立地する北海道旅客鉄道（JR北海道）根室本線（花咲線）の駅である。電報略号はヘホ。事務管理コードは▲110439。

## 歴史

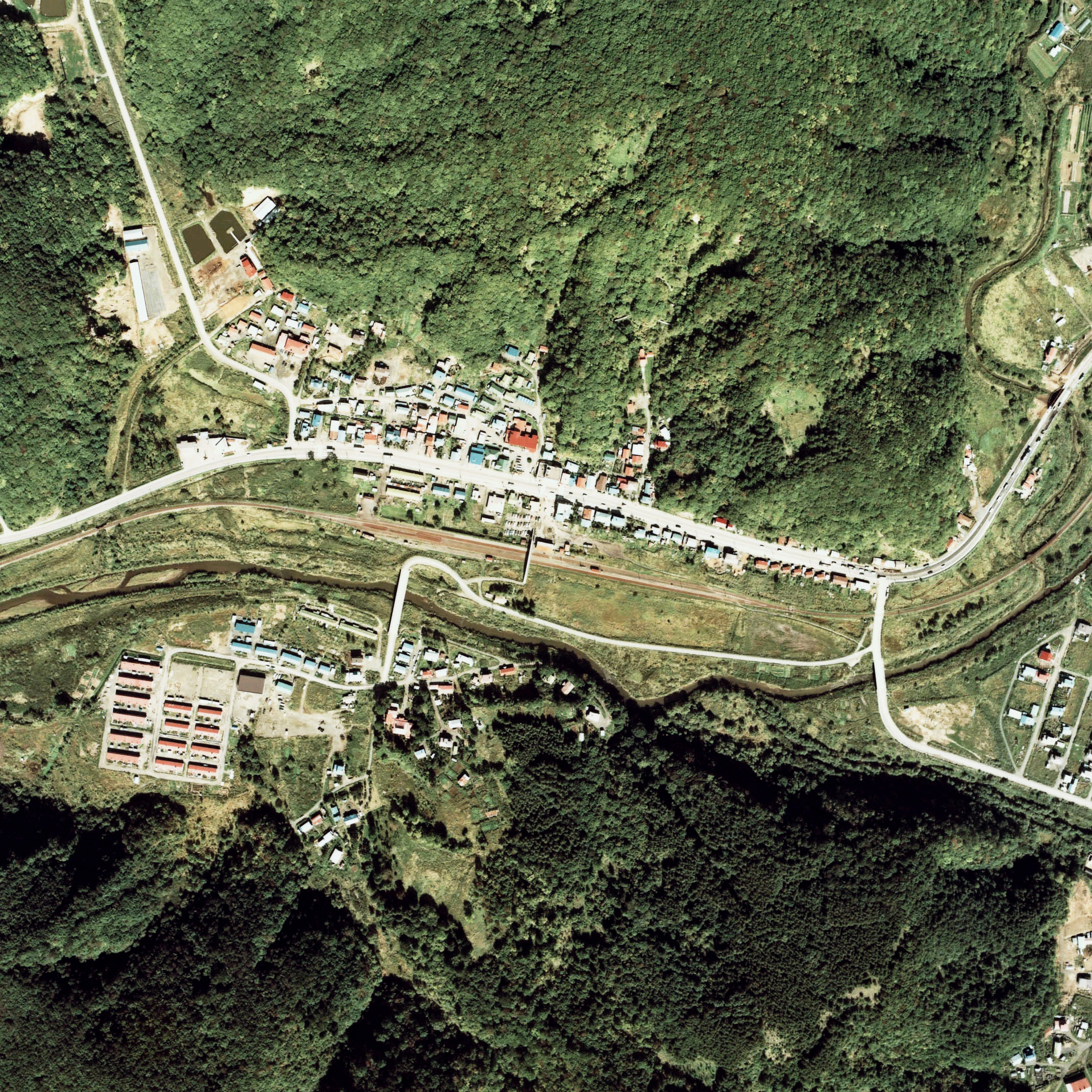
1977年の別保駅、周囲約1 km範囲。右が根室方面。千鳥状にずれた形の単式ホーム2面2線、駅裏の釧路寄りに保線用の引込み線を有している。
右下方面にあった、当初は三井鉱山、後に太平洋炭礦の所有となった別保鉱の選炭場がある山元（現在の別保南2丁目）から、大正時代から昭和初期にかけて、駅裏のストックヤードまで馬車軌道が敷かれて、木材や石炭を運んでいたが、後にこの軌道は貨物の引込み線に敷き直され、直接本線へ乗り入れて、東釧路を経て釧路まで石炭を運んでいた。1949年（昭和24年）の閉山と共にこの貨物線は撤去されたが、駅の根室側本線から右下へ若干カーブしてゆく小道として、その軌道跡の一部が残されている。なお、国土地理院 地図・空中写真閲覧サービス 1948年アメリカ合衆国軍撮影の航空写真 USA-R280-No2-20には、閉山間近の鉱山の姿や貨物線が明瞭に写っており、その後貨物線跡地の殆んどが別保南地区市街の東側町道に利用された事が判る。。

- 1917年（大正6年）12月1日：鉄道院釧路本線（→根室本線）釧路駅 - 浜厚岸駅間延伸に伴い上別保駅（かみべっぽえき）として開業（一般駅）[2][3]。
- 1933年（昭和8年）：駅舎増築[4]。
- 1937年（昭和12年）11月：太平洋炭礦別保炭鉱専用線（延長1.56 km）開業[4]。
- 1952年（昭和27年）11月15日：別保駅に改称[3]。
- 1962年（昭和37年）1月15日：貨物取扱い廃止[5][4]。
- 1984年（昭和59年）2月1日：荷物取扱い廃止[5]。
- 1986年（昭和61年）11月1日：駅員無配置駅となり[6]、簡易委託化。
- 1987年（昭和62年）4月1日：国鉄分割民営化により、北海道旅客鉄道（JR北海道）の駅となった[7]。
- 1992年（平成4年）4月1日：簡易委託廃止、完全無人化。

### 駅名の由来
当初の名称「上別保」は別保川の上流に位置することからの駅名であった。「別保」とは、別保川のアイヌ語名「ペッポ（pet-po）」に由来する。これは、「川」を意味する「ペッ（pet）」に接尾辞「ポ（po）」が付いたもので、「小川（川っ子）」を意味する。釧路川本流と対比して命名された地名であると考えられる。
その後、所在地の字名が改正されたことにより、「上」を取り「別保」に改称された。
日本の駅で、読みが「ぽ」で終わる駅は、当駅が唯一である。

## 駅構造
単式ホーム1面1線を有する地上駅で、釧路駅管理の無人駅である。かつては2面2線で列車行き交いが可能だったが、後に撤去されて取りやめている。

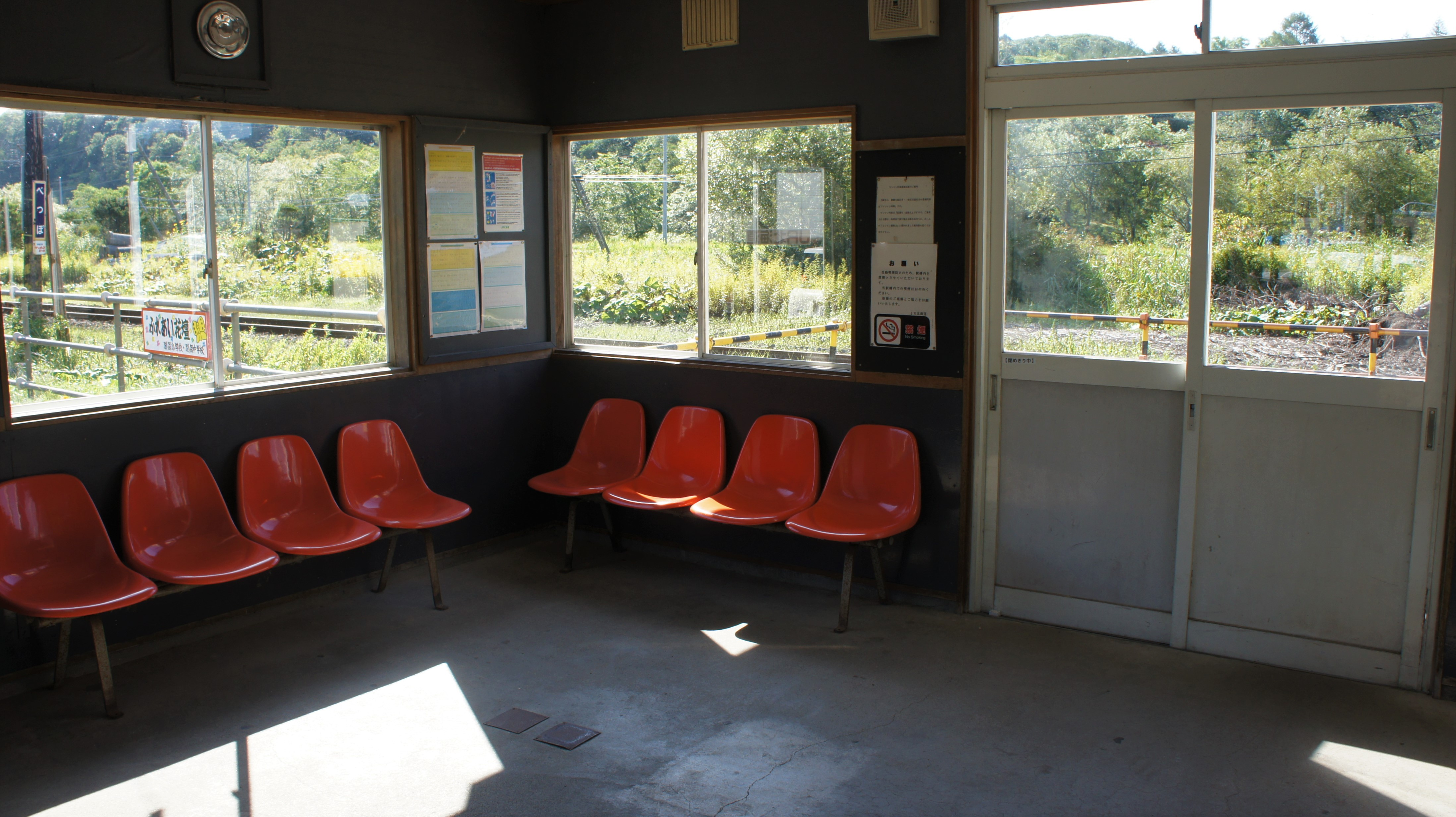
待合室（2018年9月）
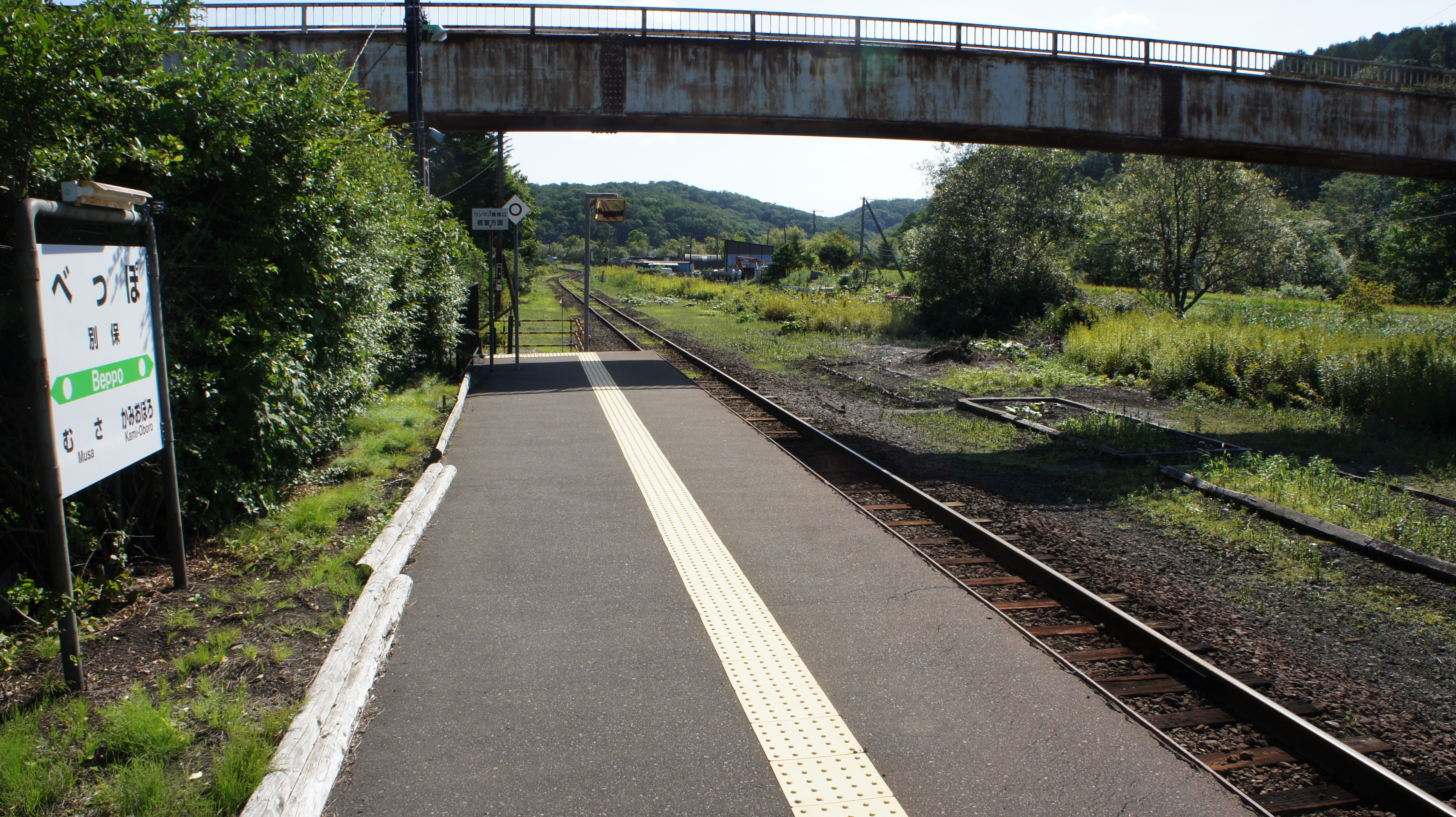
ホーム（2018年9月）

## 利用状況
乗車人員の推移は以下のとおり。年間の値のみ判明している年については、当該年度の日数で除した値を括弧書きで1日平均欄に示す。乗降人員のみが判明している場合は、1/2した値を括弧書きで記した。
また、「JR調査」については、当該の年度を最終年とする過去5年間の各調査日における平均である。
| 年度               | 乗車人員 | 乗車人員 | 乗車人員 | 出典       | 備考                 |
| 年度               | 年間     | 1日平均  | JR調査   | 出典       | 備考                 |
| ------------------ | -------- | -------- | -------- | ---------- | -------------------- |
| 1978年（昭和53年） |          | 190      |          | [ 4 ]      |                      |
| 1992年（平成04年） |          | (80.0)   |          | [ 10 ]     | 1日平均乗降客数160人 |
| 2016年（平成28年） |          |          | 11.8     | [ JR北 1 ] |                      |
| 2017年（平成29年） |          |          | 10.6     | [ JR北 2 ] |                      |
| 2018年（平成30年） |          |          | 10.2     | [ JR北 3 ] |                      |
| 2019年（令和元年） |          |          | 8.4      | [ JR北 4 ] |                      |
| 2020年（令和02年） |          |          | 6.6      | [ JR北 5 ] |                      |
| 2021年（令和03年） |          |          | 4.6      | [ JR北 6 ] |                      |
| 2022年（令和04年） |          |          | 3.4      | [ JR北 7 ] |                      |

## 駅周辺
釧路町役場が国道44号を挟んで、駅の近くに立地している。駅前は比較的広く、自動車を何台も止められるだけのスペースがある。また、駅の西隣には公園が整備されている。
- 釧路警察署別保駐在所
- 別保郵便局
- 別保公園
- くしろバス、阿寒バス「別保駅前」停留所[11]

## 隣の駅
北海道旅客鉄道（JR北海道）
根室本線（花咲線）

武佐駅 - 別保駅 - 上尾幌駅

### JR北海道
1. ↑  「根室線（釧路・根室間）」（PDF）『線区データ（当社単独では維持することが困難な線区）』、北海道旅客鉄道、2017年12月8日。オリジナルの2017年12月9日時点におけるアーカイブ。2017年12月10日閲覧。
2. ↑  「根室線（釧路・根室間）」（PDF）『線区データ（当社単独では維持することが困難な線区）(地域交通を持続的に維持するために)』、北海道旅客鉄道株式会社、3頁、2018年7月2日。オリジナルの2018年8月19日時点におけるアーカイブ。2018年8月19日閲覧。
3. ↑  “根室線（釧路・根室間）” (PDF). 線区データ（当社単独では維持することが困難な線区）(地域交通を持続的に維持するために).   北海道旅客鉄道. p. 3 (2019年10月18日). 2019年10月18日時点のオリジナルよりアーカイブ。2019年10月18日閲覧。
4. ↑  “根室線（釧路・根室間）” (PDF). 地域交通を持続的に維持するために > 輸送密度200人以上2,000人未満の線区（「黄色」8線区）.   北海道旅客鉄道. p. 3 (2020年10月30日). 2020年11月2日時点のオリジナルよりアーカイブ。2020年11月2日閲覧。
5. ↑  “駅別乗車人員  特定日調査（平日）に基づく”.   北海道旅客鉄道. 2022年8月3日時点のオリジナルよりアーカイブ。2022年8月14日閲覧。
6. ↑  “駅別乗車人員  特定日調査（平日）に基づく”.   北海道旅客鉄道. 2022年9月3日時点のオリジナルよりアーカイブ。2022年9月3日閲覧。
7. ↑  “駅別乗車人員  特定日調査（平日）に基づく”.   北海道旅客鉄道. 2023年11月10日時点のオリジナルよりアーカイブ。2023年11月10日閲覧。